# Épée de cérémonie

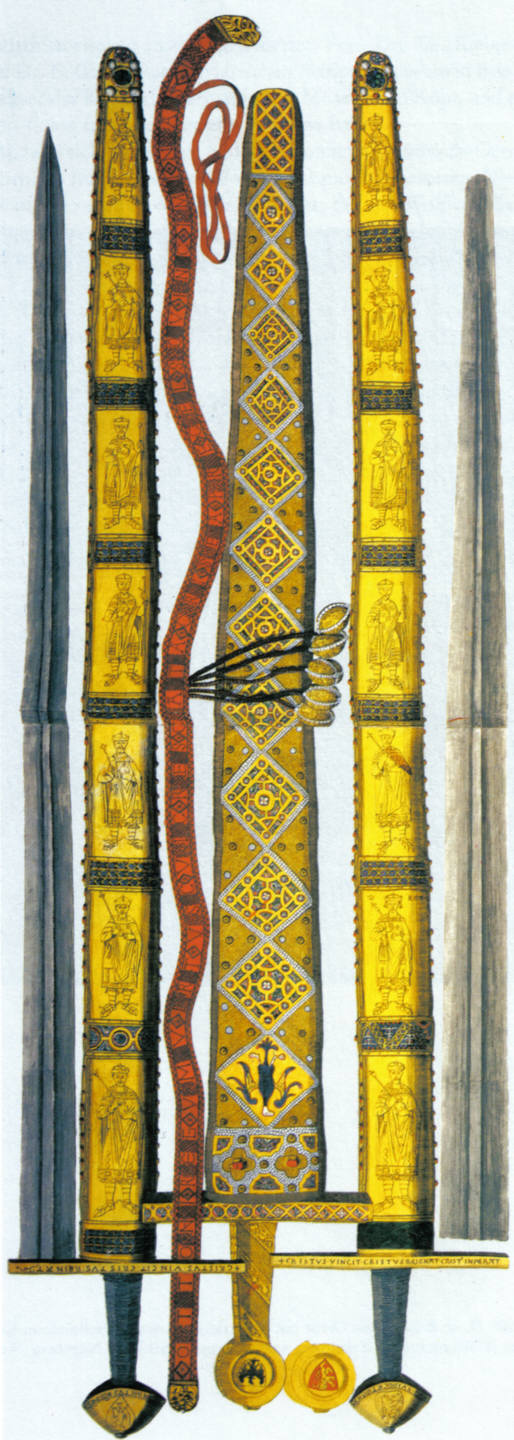
Au centre, l'épée de cérémonie, colorée de cuivre gravé, selon une gravure de Johann Adam Delsenbach (1751).

L'épée de cérémonie, en allemand Zeremonienschwert, est l'une des regalia du Saint-Empire romain germanique.
L'arme est composée d'une lame et d'un fourreau et conservée à la Schatzkammer du Hofburg, partie intégrante du musée d'histoire de l'art de Vienne. Elle est estimée dater du début du début du XIIIe siècle, fabriquée en Sicile, et retravaillée au XIVe siècle.

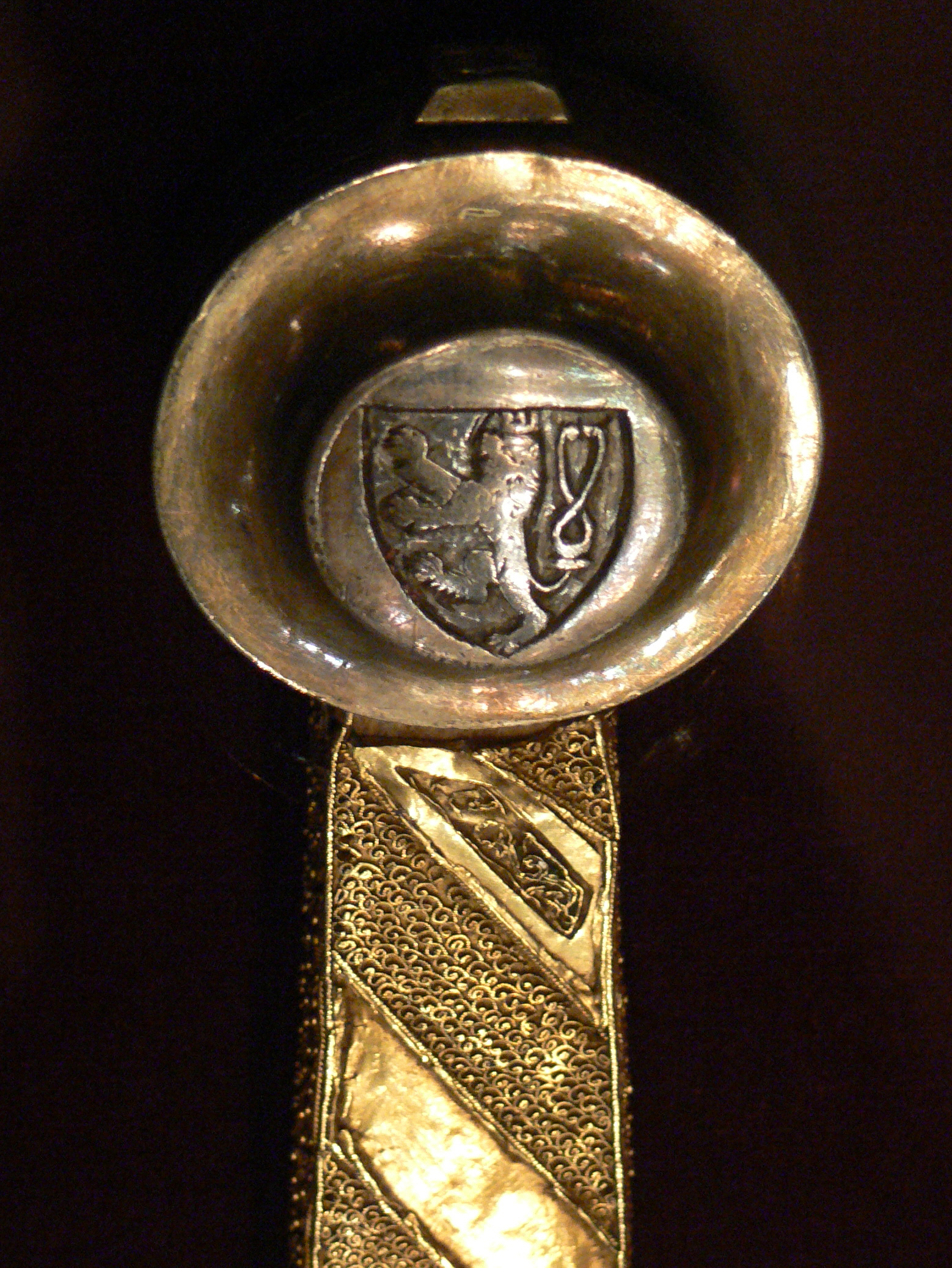
Lion de Bohême au pommeau ; de l'autre côté figure une aigle impériale monocéphale.
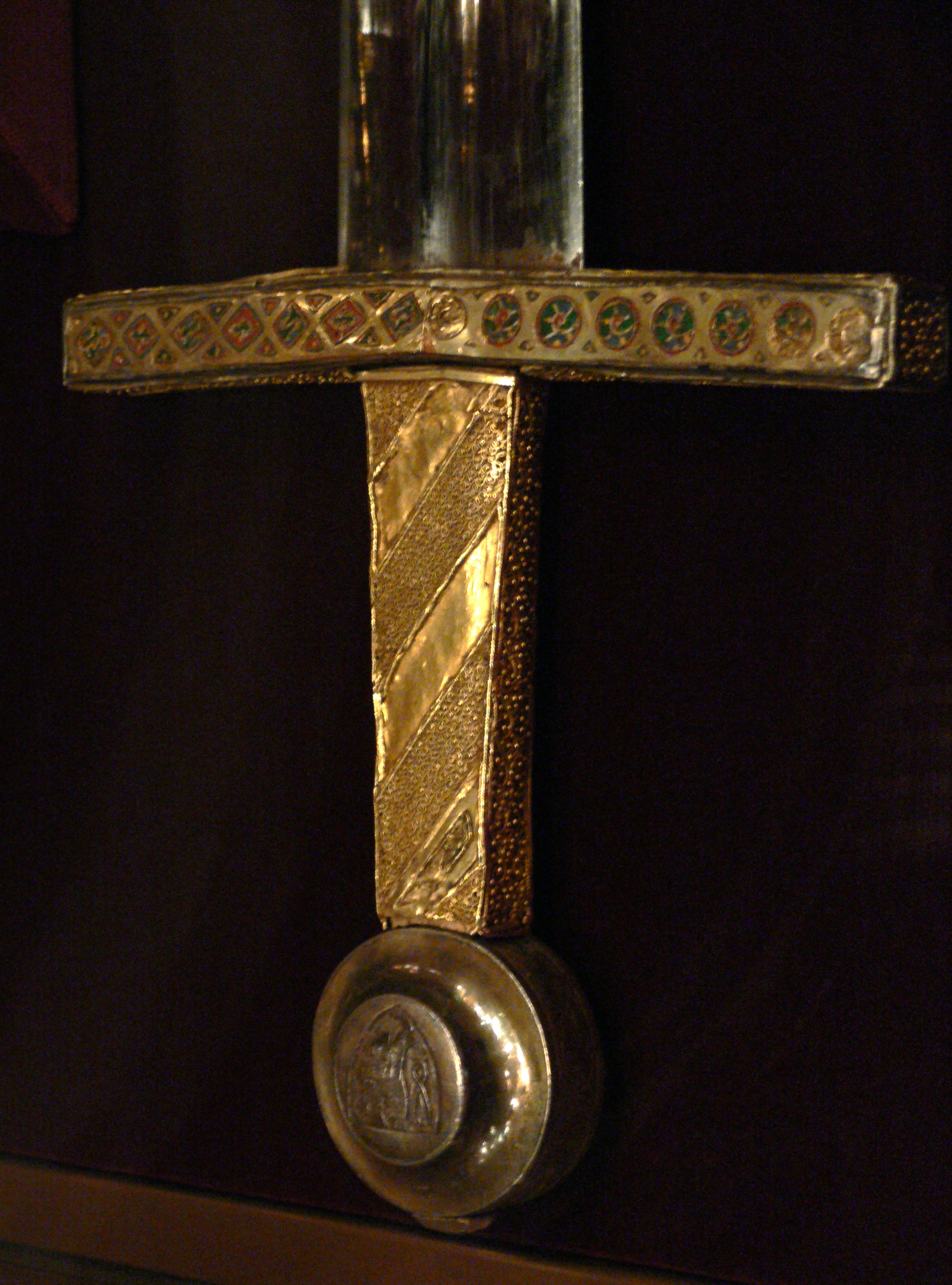
Poignée
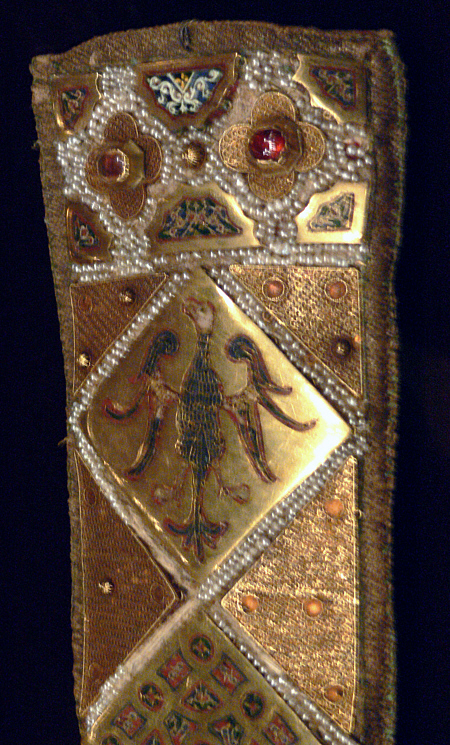
Base du fourreau